# Maláj karvalykakukk
A maláj karvalykakukk (Hierococcyx nisicolor) a madarak osztályának kakukkalakúak (Cuculiformes) rendjébe, ezen belül a kakukkfélék (Cuculidae) családjába tartozó faj.

## Rendszerezése
A fajt Thomas Horsfield amerikai ornitológus írta le 1821-ben, a Cuculus nembe Cuculus nisicolor néven. Egyes szervezetek jelenleg is ide sorolják.

## Előfordulása
Banglades, Bhután, India, Indonézia, Kambodzsa, Kína, Laosz, Malajzia, Mianmar, Nepál, Szingapúr, Thaiföld és Vietnám területén honos. Természetes élőhelyei a mérsékelt övi erdő,  szubtrópusi és trópusi síkvidéki és hegyi esőerdők, valamint ültetvények és másodlagos erdők. Vonuló faj.

## Természetvédelmi helyzete
Az elterjedési területe rendkívül nagy, egyedszáma viszont csökken, de még nem éri el a kritikus szintet. A Természetvédelmi Világszövetség Vörös listáján nem fenyegetett fajként szerepel.